# NGC 1812
NGC 1812 је спирална галаксија у сазвежђу Голуб која се налази на NGC листи објеката дубоког неба.
Деклинација објекта је - 29° 15' 6" а ректасцензија 5h 8m 52,8s. Привидна величина (магнитуда) објекта NGC 1812 износи 12,7 а фотографска магнитуда 13,6. NGC 1812 је још познат и под ознакама ESO 422-39, MCG -5-13-9, AM 0506-291, IRAS 05068-2918, PGC 16819.